# Verónica Gómez
Verónica Maria Gómez Carabali (* 30. August 1985; † 13. April 2012) war eine venezolanische Volleyballspielerin.
Gómez Carabali begann ihre Karriere im Alter von 14 Jahren, als sie Venezuela bei der U20-Weltmeisterschaft in Kanada vertrat. 2002 nahm sie mit der A-Nationalmannschaft an den Zentralamerika- und Karibikspielen in El Salvador teil; dabei erreichte die Mannschaft die Silbermedaille. In den folgenden Jahren konnte Gómez Carabali weitere Erfolge auf internationaler Ebene feiern, unter anderem die Teilnahme an der U20-Weltmeisterschaft und den Panamerikanischen Spielen, jeweils 2003 in der Dominikanischen Republik, am Olympischen Qualifikationsturnier 2004 in der Heimat, den Bolivarian Games 2004 (Goldmedaille) sowie den Zentralamerika- und Karibikspielen 2006 in Kolumbien (Bronzemedaille).
Auf Vereinsebene war Gómez Carabali bei Datovoc Tongeren (Belgien), dem Club Deportivo Ávila Vóley (Spanien), dem VBC Köniz (Schweiz), CSU Metal Galați (Rumänien) und VK Uralotschka-NTMK (Russland) aktiv. Im Sommer 2011 wechselte sie zum aserbaidschanischen Verein Lokomotiv Baku; im April 2012 befand sich Gómez Carabali nach einer Achillessehnenoperation im Heimaturlaub, als sie an Herzstillstand starb.